# Dudon z Saint-Quentin
Dudo lub Dudon (ur. około 965 w Saint-Quentin, zmarł przed 1043) – historyk dziejów Normanów; dziekan opactwa Saint-Quentin.
W roku 986 wysłany został z misją do Ryszarda I, księcia Normandii.  Podczas drugiego pobytu w Normandii, między 1015 i 1030 napisał Historię Normanów lub Libri III de moribus et actis primorum Normanniae ducum, która poświęcona była Adalberonowi, biskupowi Laon.